# 塞丁湖
52°23′15.349″N 13°40′45.358″E / 52.38759694°N 13.67926611°E

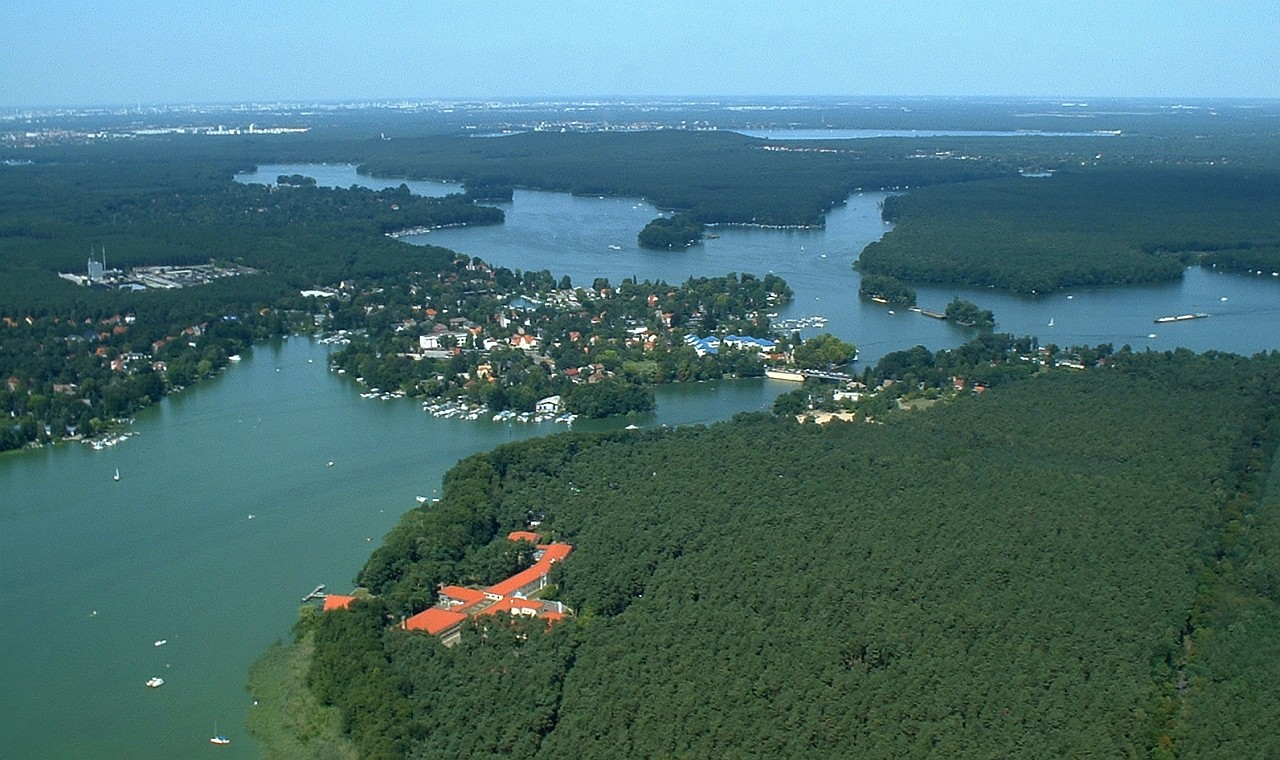

塞丁湖（德語：Seddinsee），是德國的湖泊，位於該國首都柏林，由特雷普托-克珀尼克行政區負責管轄，長2.9公里、寬1公里，面積3.7平方公里，最大水深7米。